# The Criterion (revista)
The Criterion fue una revista literaria británica que se publicó desde octubre de 1922 hasta enero de 1939. The Criterion (o simplemente Criterion) fue, durante casi toda su andadura, una revista trimestral, aunque por un período (entre 1927-28) se publicó mensualmente. Fue creada por el poeta, dramaturgo y crítico literario T. S. Eliot, quien actuó de editor de principio a fin.
El objetivo de Eliot fue una revista literaria de calidad, enfocada a la reunificación de una comunidad intelectual europea. George Orwell, en carta a un amigo, en 1935, afirmó que «por puro snobismo, es mejor que cualquier cosa que he visto nunca»; sin embargo, en otro escrito, de 1944, se refirió a la misma como «posiblemente la mejor publicación literaria que hayamos tenido nunca».
El primer número de la revista (1922), del cual fueron impresos 600 ejemplares, contenía uno de los poemas fundamentales de Eliot: La tierra baldía. En su primer año, recogió contribuciones de escritores tan importantes como Luigi Pirandello, Virginia Woolf , Ezra Pound, E. M. Forster y W. B. Yeats. En los últimos años también colaboraron Wyndham Lewis, Ezra Pound, Herbert Read, John Middleton Murry, John Gould Fletcher, W. H. Auden, Stephen Spender y Hart Crane. Entre 1924 y 1925 colaboró bajo pseudónimo la primera esposa de Eliot, Vivienne Haigh-Wood, que fue quien sugirió el nombre para la revista. Criterion fue la primera revista en inglés que publicó textos de Marcel Proust, Paul Valéry y Jean Cocteau.
Lady Rothermere (Mary Lilian Share, esposa del magnate de la prensa de Londres Harold Harmsworth, vizconde Rothermere) originalmente financiaba la revista pero, al leer el primer número, escribió tres cartas a Eliot criticándola y sugiriendo contenidos para números posteriores, entre ellos un cuento de Katherine Mansfield. Después de cuatro años, Mary Lilian Share retiró su apoyo y la revista fue adquirida por la empresa empleadora de Eliot, Faber and Gwyer Publishing (más tarde Faber & Faber). Desde enero de 1926, cuando fue absorbida por la editorial Faber, a enero de 1927, la revista fue titulada The New Criterion, y los números de mayo de 1927 a marzo de 1928 se titularon The Monthly Criterion (Criterion mensual).
Otras contribuciones de Eliot fueron su cuento "On the Eve" ("En la víspera"), así como diversos comentarios y poemas, incluyendo las primeras versiones de "Los hombres huecos" y "Miércoles de Ceniza".
Junto con su rival, The Adelphi (revista), editada por John Middleton Murry, fue la principal revista literaria de la época. Mientras que aquella definía la literatura sobre la base de criterios románticos, liberales y con un enfoque subjetivo, Eliot utilizó la publicación para exponer su defensa del clasicismo, la tradición y el catolicismo. En este litigio Eliot emergió como claro vencedor, en el sentido de que en el Londres de la década de 1930 fue considerado el crítico de referencia.